# Бон Тер (Мисури)
Бон Тер (енгл. Bonne Terre) град је у америчкој савезној држави Мисури.

## Демографија
По попису из 2010. године број становника је 6.864, што је 2.825 (69,9%) становника више него 2000. године.
| Група             | 2000.         | 2010.         |
| Белци             | 3.974 (98,4%) | 5.392 (78,6%) |
| Афроамериканци    | 12 (0,3%)     | 1.285 (18,7%) |
| Азијати           | 2 (0,0%)      | 14 (0,2%)     |
| Хиспаноамериканци | 7 (0,2%)      | 93 (1,4%)     |
| Укупно            | 4.039         | 6.864         |